# Stazione di San Giuliano del Sannio
La stazione di San Giuliano del Sannio è la fermata ferroviaria situata sulla ferrovia Benevento-Campobasso e che serve il comune di San Giuliano del Sannio, in provincia di Campobasso. È situata a circa 2 km dal centro del paese.

## Storia
La fermata, inaugurata il 12 febbraio 1882, si trova sulla ferrovia Benevento-Campobasso.
Originariamente una stazione e diventata de facto una fermata impresenziata negli anni 1990, dal 2019 è nuovamente in esercizio, dopo diversi anni di chiusura, come il resto della tratta Bosco Redole - Benevento, anche se solo a fini turistici.

## Strutture e impianti
La fermata è composta da un fabbricato viaggiatori a due piani, da una più moderna pensilina e dal singolo binario dotato di marciapiede per il servizio viaggiatori. In passato erano presenti un altro binario e dei tronchini rimossi alla fine degli anni 1990, mentre l'ex scalo merci è abbandonato.

## Movimento
La stazione aveva in passato un discreto traffico sia viaggiatori che merci, scemato con la diffusione del trasporto su gomma. Nel 2012, pochi mesi prima della sospensione della linea al regolare servizio passeggeri, era ancora servita da una coppia di treni al giorno.